# Hieracium triste
Hieracium triste — вид рослин із родини айстрових (Asteraceae).

## Біоморфологічна характеристика
Рослини (3)10–20(40+) см. Стебла проксимально голі або зірчасто запушені, дистально зазвичай волосинчасті (волоски 1–8+ мм) і/чи зірчасто запушені та/чи зірчасто-залозисті, іноді голі. Листки: прикореневі (3)5–12+, стеблові 0–2(3+); пластини від зворотно-яйцюватих до лопатоподібних чи зворотно-ланцетних, (15)25–40(60+) × 5–10(25+) мм завдовжки й у 2–3+ разів менше ушир, краї зазвичай цілі рідко зубчасті, вершини від закруглених до тупих, поверхні зазвичай голі, іноді залозисті. Голови зазвичай 2–8+ у щиткоподібному суцвітті. Обгортки ± дзвінчасті, (6)7–10 мм; філярії зірчасто запушені й залозисті. Квіточок 20–60+; віночки жовті, 5–6 мм. Ципсели (вид сім'янок) стовпчасті, 1.5–3.5 мм; чубчик складається з 30–40+ білих чи брудних щетинок у ± 2 рядах, 4–5 мм. Період цвітіння: (червень) липень — серпень (вересень).

## Середовище проживання
Зростає на заході Канади й заході США.
Населяє скелясті схили, узбіччя струмків, хвойні ліси, висихаючі луки, субальпійські луки; на висотах 100–3500 метрів.